# Sergej Tsjoedinov
Sergej Sergejevitsj Tsjoedinov (Russisch: Сергей Сергеевич Чудинов) (Tsjoesovoj, 8 juni 1983) is een Russische voormalig skeletonracer. Hij vertegenwoordigde zijn vaderland op de Olympische Winterspelen 2010 in Vancouver en 2014 in Sotsji, maar behaalde hierbij geen medaille.

## Carrière
Bij zijn wereldbekerdebuut in Lillehammer in januari 2004 eindigde Tsjoedinov op de tweeëntwintigste plaats. Op 17 december 2010 boekte hij zijn eerste wereldbekerzege, met een overwinning in Lake Placid. Hij behaalde nadien nog diverse ereplaatsen maar won geen andere wereldbekerwedstrijden. In het seizoen 2010/2011 eindigde Tsjoedinov vierde in de eindstand van de wereldbeker.
Tsjoedinov nam in zijn carrière zeven keer deel aan de wereldkampioenschappen skeleton. Op het WK van 2013 behaalde hij met een bronzen medaille zijn beste resultaat.
Tsjoedinov kwalificeerde zich voor de Olympische Winterspelen in 2010, waar hij twaalfde eindigde. Op de OS 2014 eindigde hij op de vijfde plaats.

## Resultaten
| Jaar | Plaats    | Resultaat |
| ---- | --------- | --------- |
| 2010 | Vancouver | 12e       |
| 2014 | Sotsji    | 5e        |

| Jaar | Plaats       | Resultaat              |
| ---- | ------------ | ---------------------- |
| 2004 | Königssee    | 29e                    |
| 2005 | Calgary      | 21e                    |
| 2007 | Sankt Moritz | 13e                    |
| 2009 | Lake Placid  | 12e 8e landenwedstrijd |
| 2011 | Königssee    | 10e 5e landenwedstrijd |
| 2012 | Lake Placid  | 4e 6e landenwedstrijd  |
| 2013 | Sankt Moritz | Brons                  |
| 2015 | Winterberg   | 10e landenwedstrijd    |

### Wereldbeker
| Seizoen   | Rang |
| --------- | ---- |
| 2004/2005 | 29e  |
| 2005/2006 | 40e  |
| 2006/2007 | 17e  |
| 2007/2008 | 26e  |
| 2008/2009 | 07e  |
| 2009/2010 | 15e  |
| 2010/2011 | 04e  |
| 2011/2012 | 08e  |
| 2012/2013 | 14e  |
| 2013/2014 | 09e  |
| 2014/2015 | 11e  |
| 2015/2016 | 22e  |

| Datum            | Plaats      |
| ---------------- | ----------- |
| 17 december 2010 | Lake Placid |